# Anaplastologie

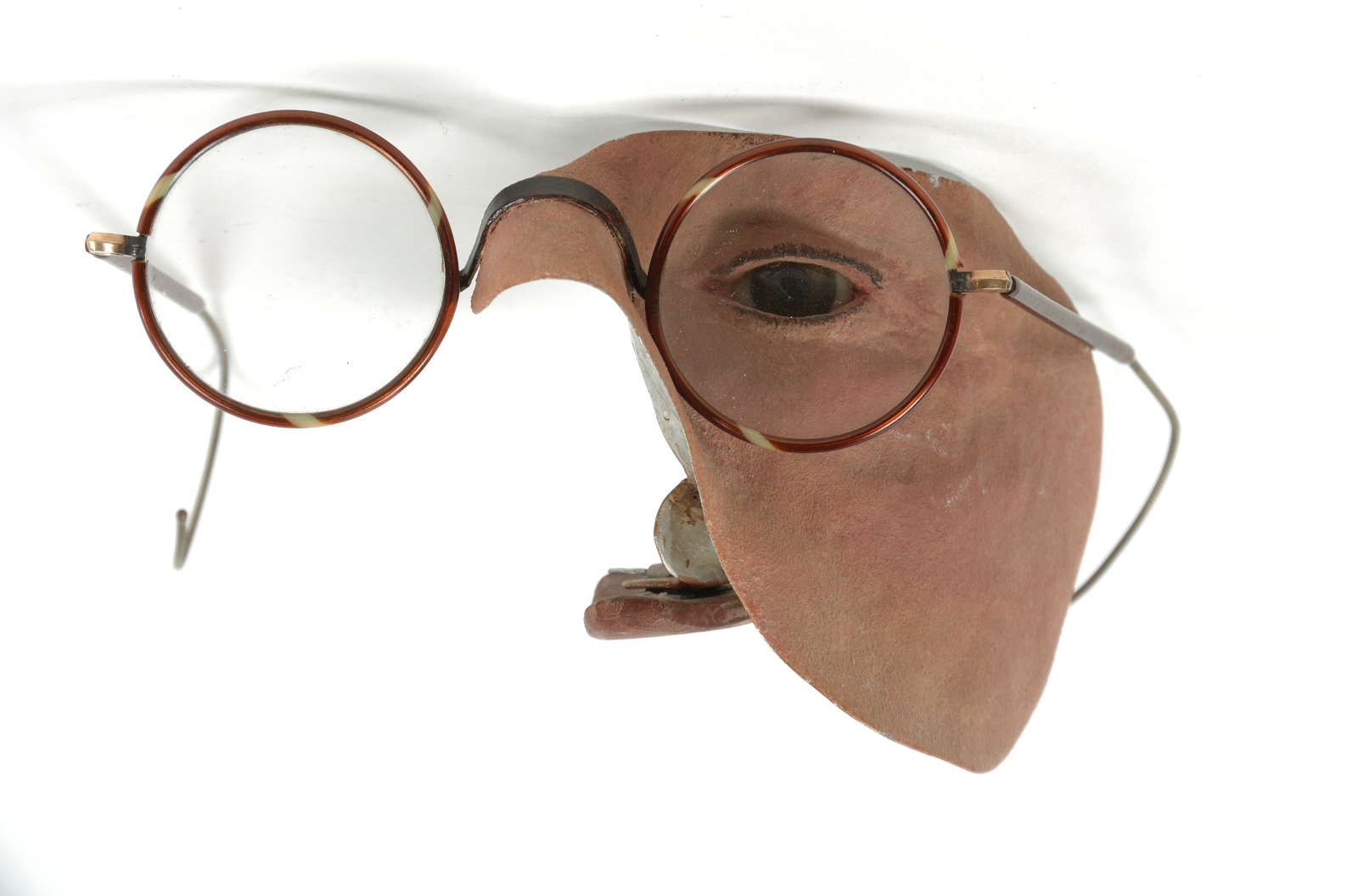
Eine Epithese zur Wiederherstellung des Gesichtes.

Anaplastologie ist die Wissenschaft, das Körperbild eines Menschen nach entstellenden Unfällen, Operationen oder bei angeborenen Missbildungen durch einen geeigneten Ersatz (z. B. eine Epithese) bzw. kosmetische Maßnahmen möglichst naturgetreu wiederherzustellen. Dadurch sollen eine Stigmatisierung der Betroffenen und damit einhergehende psychische Folgen verhindert werden.
Neben den technischen Herausforderungen sind in der Anaplastologie auch psychologische Effekte relevant, z. B. wie gut der Patient sein Leiden und die Epithese emotional annimmt. Ist eine Gesichtsrekonstruktion zwar realitätsnah gestaltet, passt aber vom Typ, den Proportionen oder der Symmetrie nicht stimmig zu der betroffenen Person, so kann sich der Effekt des Uncanny Valley ergeben. Das Aussehen des Patienten wird in diesem Fall von anderen Personen als befremdlich wahrgenommen und fällt dadurch stärker auf.